# ابتزاز جنسي

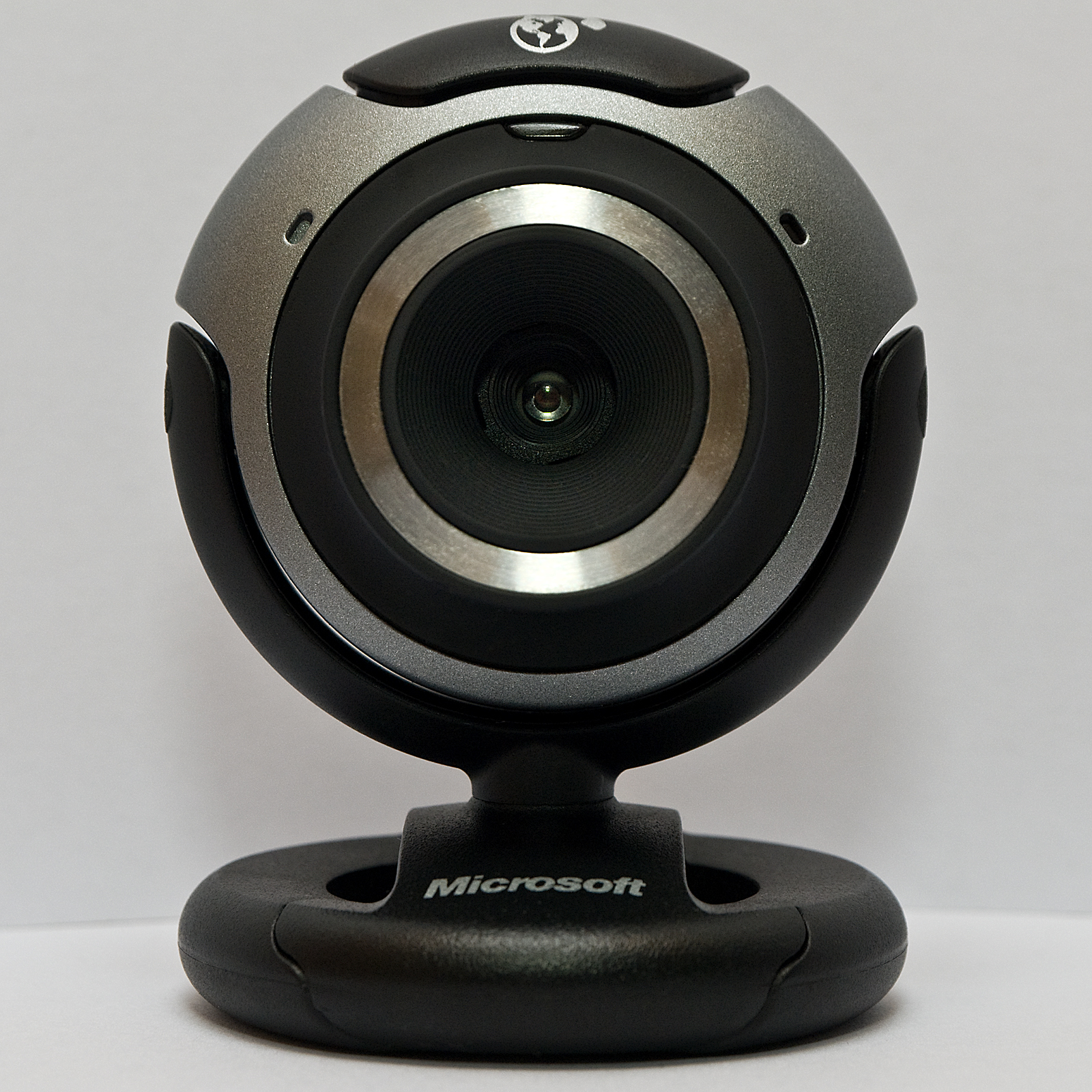

الابتزاز الجنسي هو نوع من أنواع التحرش الجنسي، يمكن أن يعرّف على أنه أيّ عرض جنسي غير مرغوب فيه، أو طلب خدمة جنسية، أو أي تصرف آخر له طبيعة جنسية سواء كان شفوي أو جسدي، موجه نحو فرد بسبب نوعه (ذكر أو أنثى) أو مثليته (ذكر تجاه ذكر، أنثى لأنثى)، بحيث يكون:
- التعرض لمثل هذا التصرّف يبني فهما ضمنيا أو صريحا لدى المتلقي على أنه شرط ومرتكز لقضاء حوائج الناس كمدخل مباشر دون تعقيدات النظام، كتوظيف الأفراد أو ارتفاع منزلة الطلاب أو إنجاز المعاملات أو التغاضي عن الأخطاء، وبمعنى آخر: شيء مقابل شيء.
- أن يكون خيار الرفض أو الاستسلام لمثل هذا التصرّف، محدد هام لاتخاذ قرارات تؤثّر على ذلك الفرد فيما يتعلق بالتوظيف (زيادات، حصول على عمل، مهام عمل، انضباط، الخ.) أو في منزلة الطالب (درجات، امتياز، واجبات، الخ.)؛ وبمعنى آخر: الرفض هو النتيجة المضادّة.
- أن يكون عدم قبول مثل هذا التصرّف له أبعاد هجومية أو معادية أو تخويفية تلحق بالفرد في بيئة العمل أو المدرسة أو دائرة المراجعة، وتؤثر بشكل غير معقول في أداء عمله أو في تجربته التربوية، وبمعنى آخر: عدم الخضوع يخلف البيئة العدائية وقد تكون هذه البيئة هي قاعة الدرس أو الأماكن الطبية، أو مواقع السكن، أو برامج نشاطات، أو المكاتب. وذلك من خلال نشر الشائعات والتغرض والتهكم وتحفيز الآخرين على كره الشخص، لا لشيء ولكن بسبب رفضه للعرض الجنسي.

## درجات الابتزاز الجنسي
قد يعتقد البعض أن مفهوم الابتزاز الجنسي المعتمد على عدم رضا الطرف الأخر، تتمثل في المساومة المباشرة لممارسة الجنس، والأمر ليس كذلك، بل يتدرج من محاولات التلميح إلى أقصى درجات التصريح والممارسة، وفقا للتدرج التالي :
- 1 التعليقات الجنسية غير المرغوبة: نكات أو أقوال شائعة الاستخدام ولها مضامين استحسان أو إيحاء جنسي موجه لشخص بسبب نوعه (ذكر أو أنثى).
- 2 التعبير الجنسي غير المرغوب: وهو تعبير يتمثل في قول نكت أو ملاحظات أو أسئلة بشكل التعبير المباشر للشخص ولها مضامين جنسية أو تحتوي على تعبيرات جنسية غير مرغوب فيها.
- 3 لفت الانتباه الشخصي غير المرغوب: رسائل أو اتصالات أو زيارات أو ضغط من أجل المقابلة والمواعيد.
- 4 الاقتراح الجنسي غير المرغوب: طلب أو عزيمة لمحاباة أو ممارسة جنسية.
- 5 ممارسة جنسية جسدية متقدمة غير مرغوب فيها: لمس أو معانقة أو تقبيل أو جماع أو أي نشاط جنسي آخر.

## حقائق علمية عن الابتزاز الجنسي
يرتكز مفهوم الابتزاز أو التحرش الجنسي على مجموعة عوامل ولعل من أهمها: أن تكون هناك مسائل معلقة بيد الشخص الذي يمارس فعل الابتزاز الجنسي، كأن يكون مشرف أو رئيس أو مسئول في حقل العمل، وأن يكون للفرد المبتز جنسيا حاجة لديه في شكل معاملة أو مراجعة أو أي كانت الحاجة المعلقة بيد الفاعل وبقراره.
غالبية من يمارسون الابتزاز الجنسي، المشرفون في العمل والرؤساء. وقرابة 95% من التحرش والابتزاز غير مسجلة، إلى جانب أن معظم التحرش الجنسي يقع من الرجل على المرأة. علما بأن غالبية الابتزاز تتعرض له المتدربات والطالبات ومن لا تزال إجراءاتهن تحت الطلب (كالمعاملات والقضايا والمراجعات). والابتزاز الجنسي لا يقع من الرجل فقط بل من المرأة أيضا على الرجل، ويتمثل الابتزاز الجنسي الذي تقوم به المرأة للرجل في شكل تجملها وحركتها وتمايعها وترنمها، أو إظهارها للرغبة المباشرة في الجنس من الرجل.
التحرش والابتزاز الجنسي، يؤدي إلى خسارة الكثير من الشركات والمؤسسات، ويعطل عمليات الإنتاج وسير العمل، ويكسب كثير من بيئات العمل سمعة غير محترمة، مما يؤدي إلى تدني استقطابها للكفاءات العالية من الخبرات المهنية، ويدفع بكثير من العاملين فيها إلى هجر بيئة العمل وتدني روحهم المعنوية في بيئة العمل. ومن جهة أخرى التحرش والابتزاز الجنسي يؤدي إلى تدمير للأفراد والمنظمات، فالأشخاص الذين تعرضوا لمضايقات جنسية تتدمر عواطفهم ورغباتهم الجنسية في المنزل، ويصابون بنوع من حالات الاكتئاب، وتتكسر روابطهم الأسرية.
ظاهرة الابتزاز الجنسي درست بشكل مستفيض في المجتمعات الأكثر دراية بأهمية البحث العلمي، وبناء على هذه الدراسات وضعت العديد من الضوابط والسياسات الاجتماعية والآليات التنفيذية لحماية الأفراد من الابتزاز والتحرش الجنسي. بينما في بعض المجتمعات ومنها العربية لا تزال الظاهرة بعيدة حتى عن النقاش العلمي، وليس الدراسة، رغم ما يثار حول الموضوع من قصص مختلفة.